# كارل فريدريك
كارل فريدريك (Karl Frederick) هو لاعب أولمبي لرياضة الرماية من الولايات المتحدة. شارك في الأولمبياد الصيفي في 1920، وفاز بما مجموعه 3 ميداليات.

## الميداليات
| ذهب | فضة | برونز | المجموع |
| 3   | 0   | 0     | 3       |

## روابط خارجية
- كارل فريدريك على موقع الاتحاد الدولي (الإنجليزية)
- كارل فريدريك على موقع أوليمبيديا (الإنجليزية)